# IPhone 14 Pro
iPhone 14 Pro và iPhone 14 Pro Max là bộ đôi điện thoại thông minh thuộc dòng iPhone được Apple ra mắt vào ngày 7 tháng 9 năm 2022, cùng với bộ đôi iPhone 14 và iPhone 14 Plus. Đây là phiên bản kế nhiệm của bộ đôi iPhone 13 Pro và iPhone 13 Pro Max với nhiều nâng cấp, đáng chú ý nhất là sự thay đổi thiết kế mặt trước, cụm camera chuyển từ dạng khoét sang dạng hình "viên thuốc".

## Tính năng

### Thiết kế
IPhone 14 Pro và iPhone 14 Pro Max có bốn màu: Bạc, Đen không gian, Vàng và Tím đậm. Màu tím đậm là màu mới thay thế Sierra Blue được sử dụng trên iPhone 13 Pro và iPhone 13 Pro Max.
| Màu | Tên            |
| --- | -------------- |
|     | Bạc            |
|     | Đen không gian |
|     | Vàng           |
|     | Tím đậm        |

## Thông số kĩ thuật

### Phần cứng

#### Bộ vi xử lý
iPhone 14 Pro và 14 Pro Max được trang bị con chip A16 Bionic hoàn toàn mới, được sản xuất trên quy trình N4 của TSMC, thay thế A15 Bionic trên dòng iPhone 13 / 13 Pro, iPhone SE thế hệ thứ 3 và iPhone 14 / 14 Plus.

#### Camera
Cụm camera sau của dòng 14 Pro và Pro Max được nâng cấp với cảm biến 48 megapixel quad-pixel mới, lớn hơn 4 lần so với cảm biến 12MP được sử dụng trên iPhone kể từ năm 2015. Apple trang bị thêm "Photonic Engine" mới để có chất lượng hình ảnh và video tốt hơn và đối với video, nó hiện có tính năng chống rung được gọi là Chế độ hành động. Camera trước cũng được nâng cấp khẩu độ mới và nay có thêm tính năng tự động lấy nét giúp lấy nét nhiều chủ thể cùng một lúc.

#### Màn hình
iPhone 14 Pro và Pro Max có màn hình OLED Super Retina XDR với độ sáng tối đa 1000 nits trong điều kiện thường, 1600 nits khi xem video HDR và 2000 nits khi sử dụng ngoài trời. Màn hình cũng có tần số quét 120 Hz, với công nghệ LTPO. iPhone 14 Pro có độ phân giải 2556×1179 pixel ở 460 ppi, trong khi bản Pro Max có độ phân giải 2796×1290 pixel ở 460 ppi. Cả hai bản cũng hỗ trợ tính năng "Always on display" nhờ vào công nghệ 120 Hz thích ứng có thể giảm xuống 1 Hz để tiết kiệm pin khi ở chế độ "Always on".
Cả 2 mẫu máy đều có thiết kế mới cho khu vực bao quanh camera selfie, mà trước đây Apple gọi là "cụm camera TrueDepth" và nhiều người gọi là "tai thỏ". Thiết kế mới được gọi là "Dynamic Island" với phần khoét hình viên thuốc. Để làm cho phần khoét mới này kết hợp liền mạch hơn với phần mềm, các hiệu ứng phần mềm được thêm vào để làm cho phần khoét hình viên thuốc thay đổi hình dạng và kích thước để hiển thị các cảnh báo và thông báo khác nhau.

#### Pin
iPhone 14 Pro Max cung cấp 29 giờ phát video, trong khi biến thể Pro cung cấp 24 giờ phát video.

### Phần mềm
Máy được cài đặt sẵn iOS 16 khi xuất xưởng.

## Dòng sản phẩm
| Dòng thời gian của các mẫu iPhone         |
| ----------------------------------------- |
| Xem thêm: Timeline of Apple Inc. products |

Nguồn: Apple Newsroom Archive